# 格倫格茨山
47°12′31″N 11°31′41″E / 47.20861°N 11.52806°E

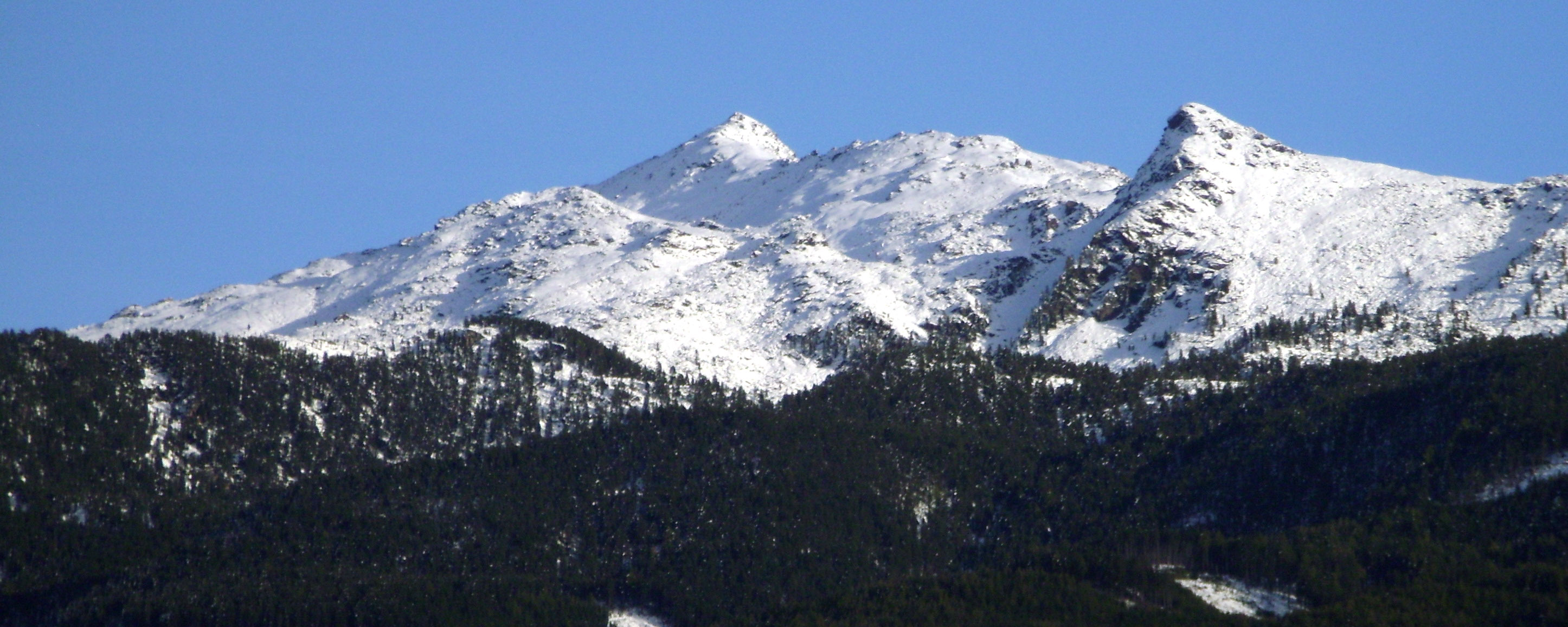

格倫格茨山（德語：Glungezer），是奥地利的山峰，位於該國西部，由蒂羅爾州負責管轄，屬於圖克斯阿爾卑斯山脈的一部分，海拔高度2,677米，每年平均降雨量1,806毫米。